# Xanthoria parietina
El liquen de las tapias (Xanthoria parietina) es un liquen foliáceo, de color amarillo anaranjado vivo y forma vagamente circular con márgenes lobulados. En el centro del talo aparecen en forma de pequeño disco o copa muy abierta los apotecios, los cuerpos fructíferos del hongo en donde se desarrollan las ascosporas. Vive durante decenas de años.

## Distribución y hábitat
Este liquen, muy abundante en prácticamente toda Europa, crece con gran profusión sobre la corteza de los árboles, sobre rocas, paredes, techumbres o en cualquier otra parte, pero especialmente en aquellos lugares donde el aire contenga polvo rico en sales minerales. Se considera una especie nitrófila, por lo que abunda a las afueras de las ciudades.

## Importancia económica y cultural
Además de todas las características nombradas, este liquen es muy sensible a la contaminación ambiental, por lo que un estudio de la abundancia o escasez de ejemplares, así
como de las diferencias de tamaño que se producen en el talo puede emplearse para detectar
variaciones en el grado de contaminación de la zona.
Era utilizado en la antigua farmacopea para tratar el paludismo con el nombre de Lichen parietinus, como sustituto de la corteza de quina (árbol de género Cinchona). También se usaba como tinte para teñir de amarillo y pardo por su contenido en parietina.